# Andescondor
De andescondor (Vultur gryphus) is een gier uit de familie gieren van de Nieuwe Wereld (Cathartidae). De wetenschappelijke naam van de soort werd in 1758 gepubliceerd door Carl Linnaeus in de tiende editie van Systema naturae.

## Kenmerken
De spanwijdte van de andescondor bedraagt 2,70 tot 3,20 meter. De andescondor heeft niet de grootste spanwijdte maar wél het grootste vleugeloppervlak van alle vliegende vogels. De kop-staartlengte is rond de 1,2 tot 1,3 meter. Het gewicht van de mannetjes kan 11 tot 15 kilo bedragen. De vrouwtjes zijn kleiner en lichter, 8 tot 11 kg.
De andescondor heeft net als vele andere gieren een kale kop die makkelijker schoon te houden is. De volwassen vogels hebben zwarte veren en een witte kraag, die groter is bij mannetjes. Bij volwassen vogels hebben de vleugels grote witte vlekken of banden.
Bij de mannetjes wordt de kop gekroond door een grote rode kam, en vertoont de nek huidplooien. De huid van de kroon en nek kan rood aanlopen, wat wordt gebruikt voor het uitwisselen van sociale signalen met soortgenoten. Bij vrouwtjes ontbreekt de kam.

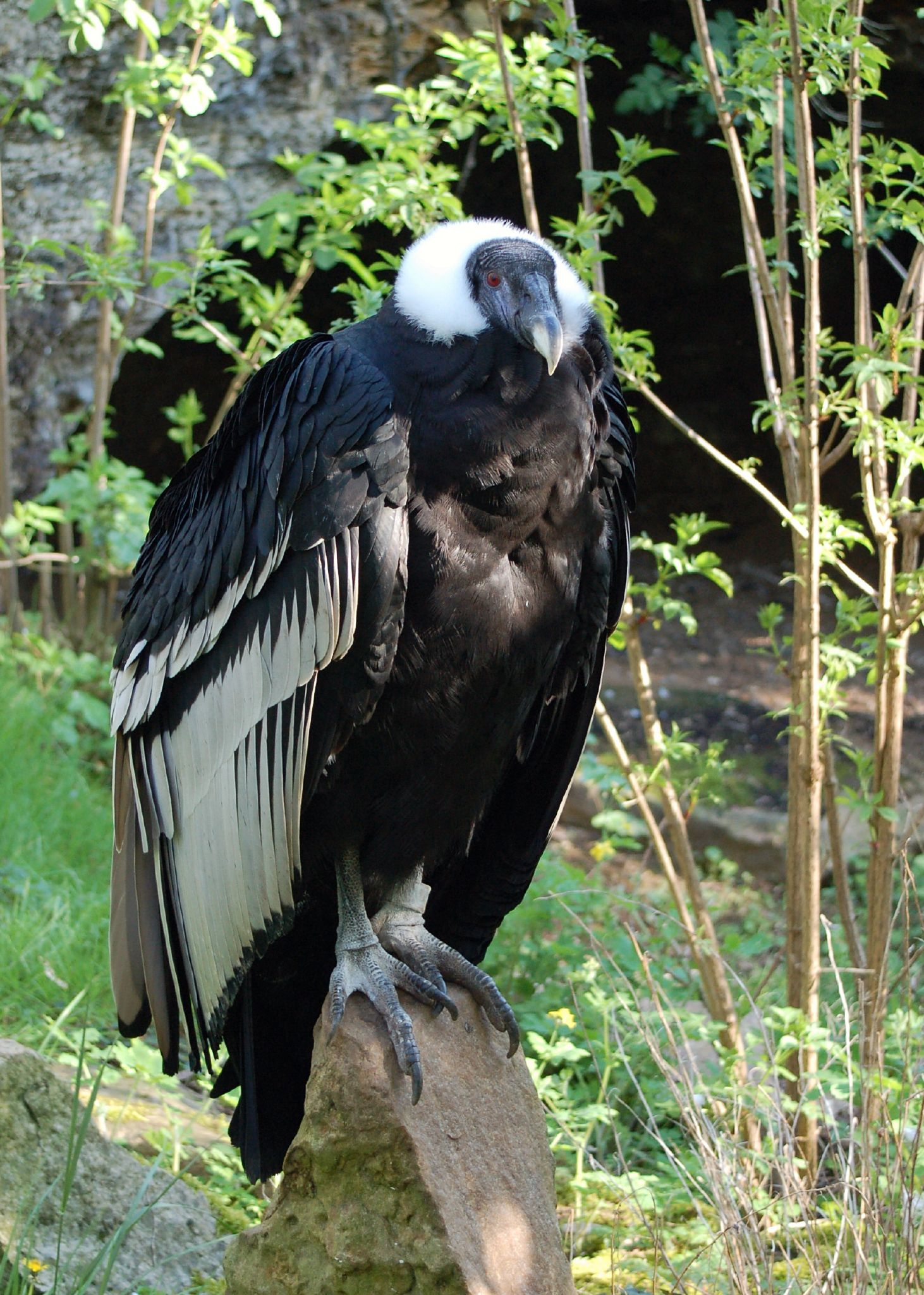
Vrouwtje in de dierentuin Zoo de Doué (Frankrijk)
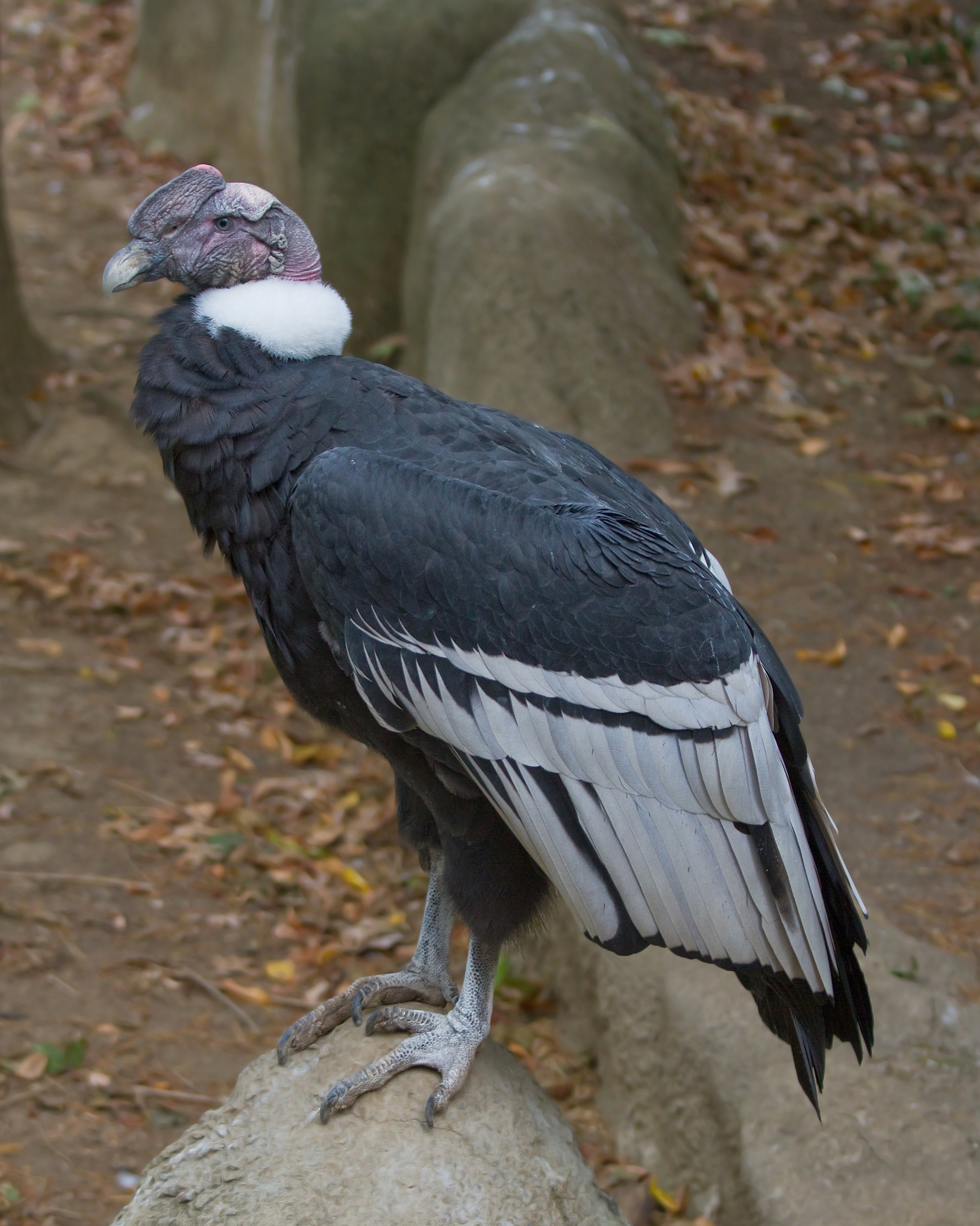
Mannetje in de dierentuin Cincinnati Zoo

## Leefwijze
Een condor reist soms meer dan 200 kilometer op zoek naar voedsel. In het binnenland eet hij voornamelijk kadavers van grote zoogdieren, terwijl een condor bij de kust eerder dode zeezoogdieren eet.

## Voortplanting
Rond het vijfde of zesde jaar wordt een mannelijke condor geslachtsrijp. Dan verandert zijn kam van rood naar diepgeel en gaat hij op zoek naar een vrouwtje. Condors zijn monogaam. Elke twee jaar kan een andescondor eieren leggen, waarvoor ze een ontoegankelijke rotsrichel opzoekt. Als het ei uitkomt voeren beide ouders het jong de eerste zes maanden op de broedplaats, en nog eens zes maanden wanneer het de broedplaats verlaten heeft.

## Verspreiding en leefgebied
De andescondor kan in de gehele Andes gevonden worden van Venezuela, via Colombia, Ecuador, Peru en Bolivia zuidelijk tot in Argentinië en Chili. De soort komt als gast voor in Brazilië en Paraguay. In het noorden van de Andes is de Andescondor zeldzamer geworden.
De condor kan op een hoogte van 3000 tot 5000 meter leven en beweegt zich omhoog door thermiekbellen (opstijgende warme lucht) te gebruiken.

## Status
De grootte van de populatie werd in 2017 door BirdLife International geschat op 6700 volwassen individuen en de populatie-aantallen nemen sinds 2000 af. Omdat deze gier zich in een laag tempo voortplant, is de populatiegrootte zeer kwetsbaar als door mensen veroorzaakte sterfte plaatsvindt. In afgelegen streken vindt bewuste vervolging plaats, op andere plaatsen worden roofdieren bestreden met vergiftigd aas, waardoor ook gieren het slachtoffer worden. In Chili en Argentinië wordt het toeristisch belang van de vogel beseft en vindt geen bewuste vervolging plaats. Deze gier is steeds meer afhankelijk van kadavers van gehouden vee en daardoor ook afhankelijk van landbouwpraktijken. Verder is er steeds meer concurrentie met de zwarte gier (Coragyps atratus) die het leefgebied van de Andescondor binnendringt. Om deze redenen staat deze soort als gevoelig op de Rode Lijst van de IUCN.

## In gevangenschap
Bioparc de Doué la Fontaine beheert het EEP van deze soort.

## Afbeeldingen

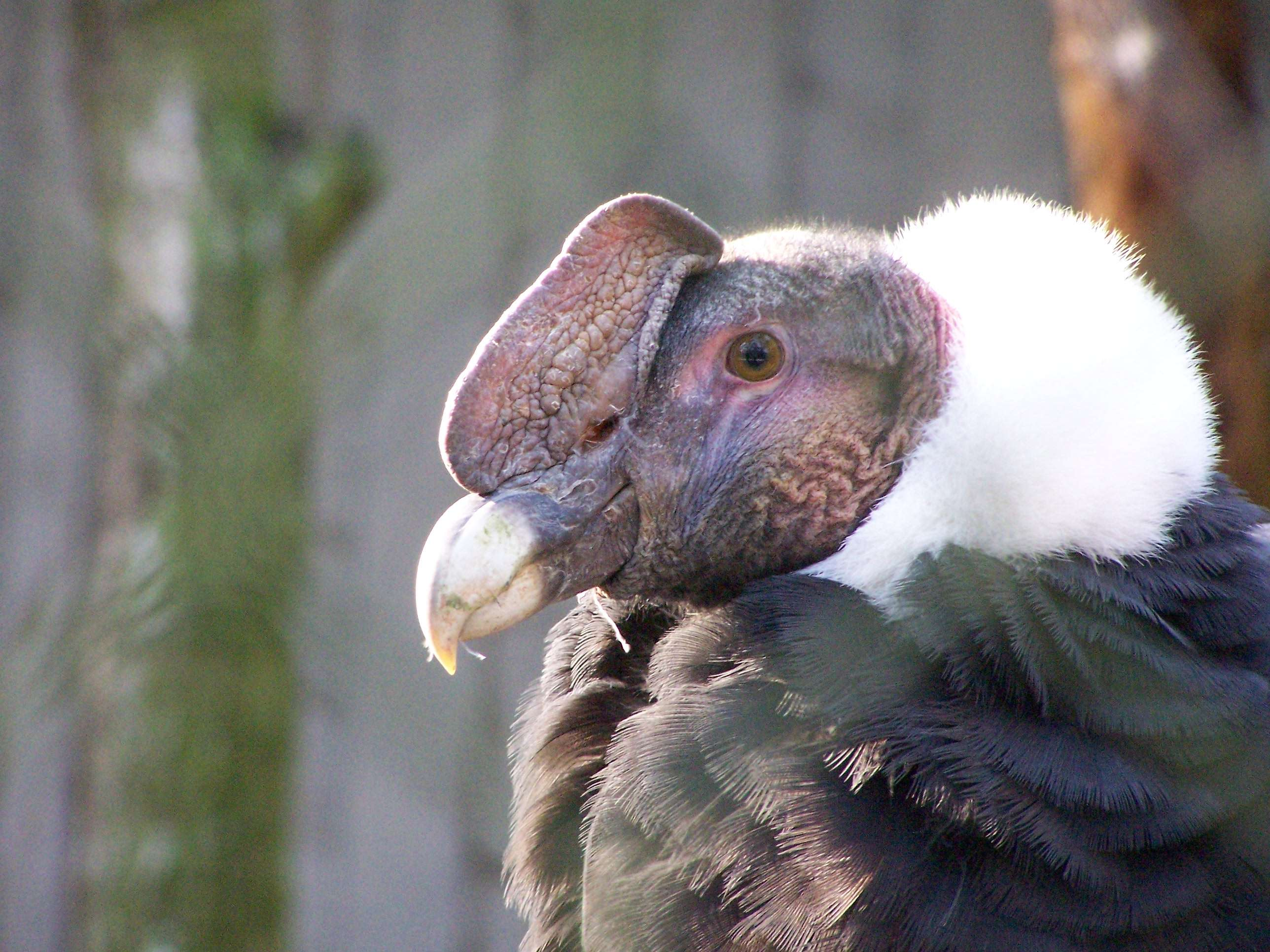
Kop van een andescondor
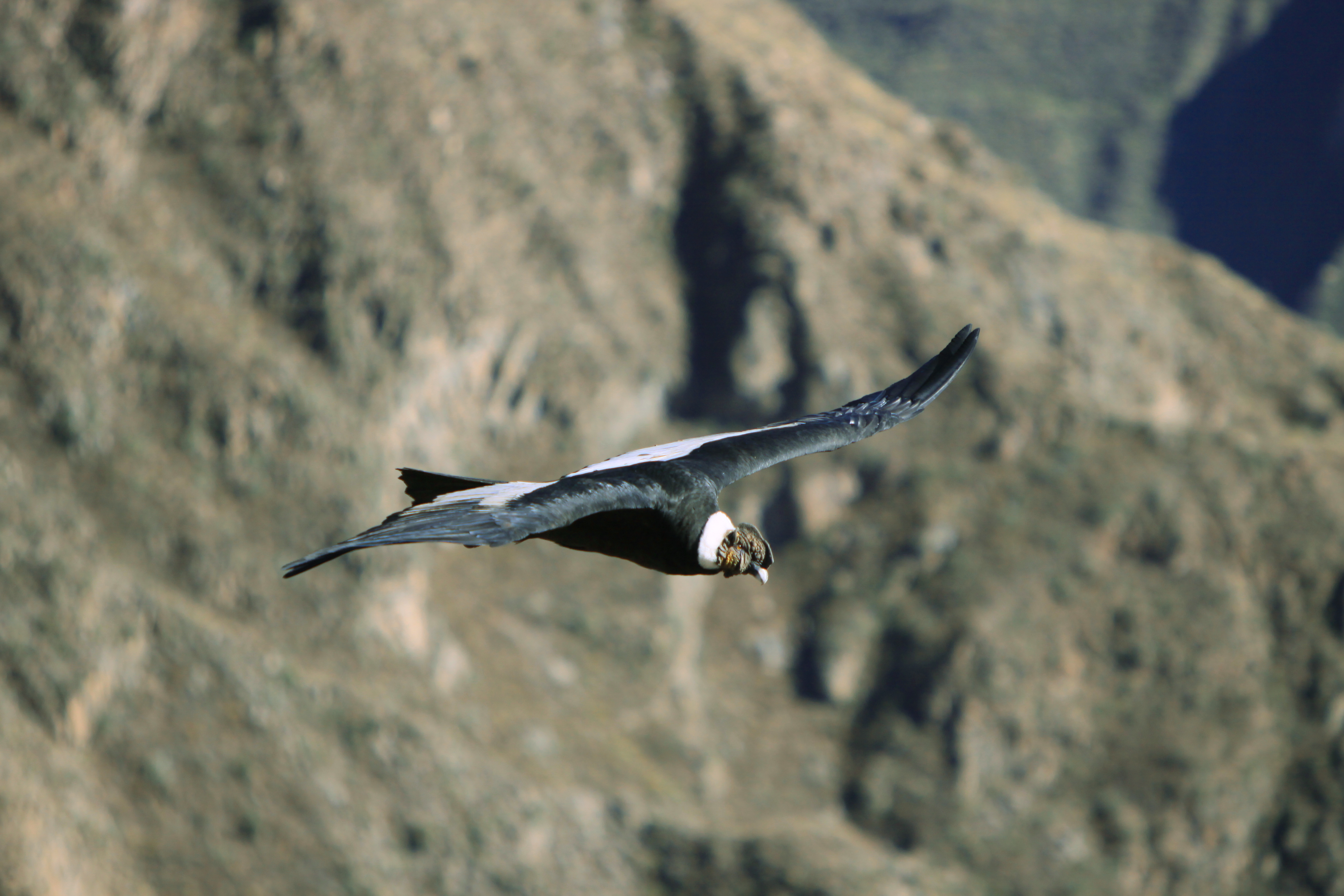
Andescondor in de Colcakloof
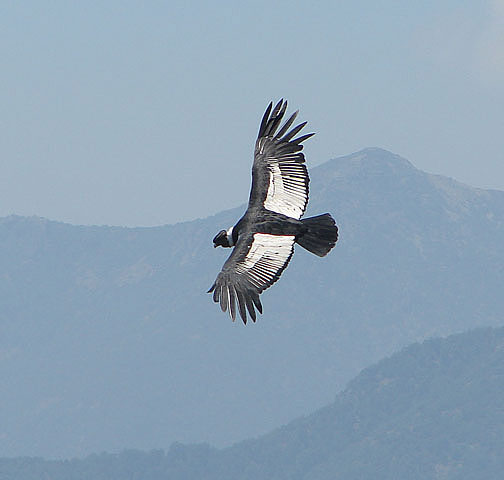
Vlucht van de condor in een Andesvallei
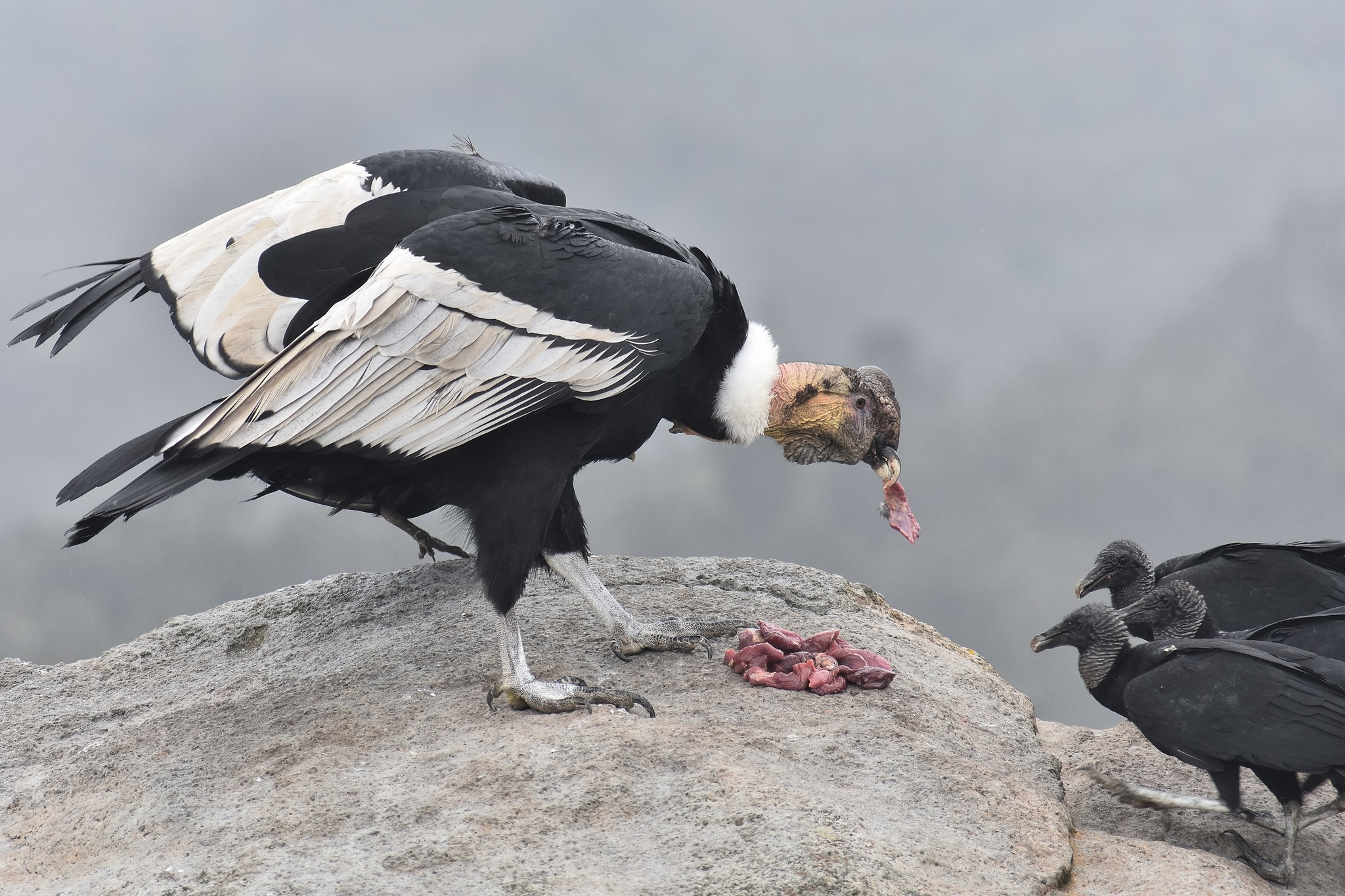
Mannetje met twee zwarte gieren